# District d'Urakawa

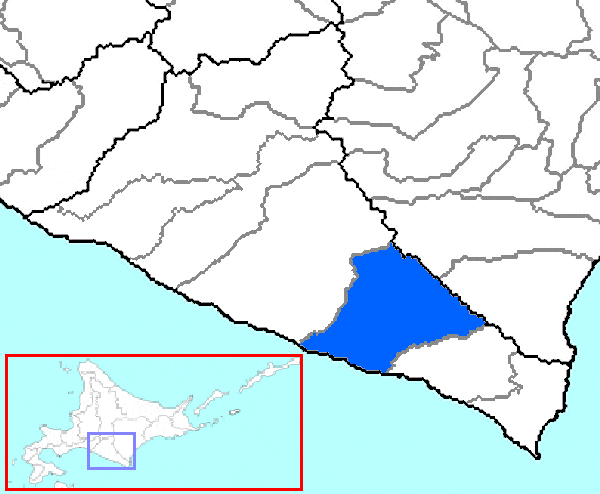
District d'Urakawa, sous-préfecture de Hidaka.

Le district d'Urakawa (浦河郡, Urakawa-gun) est un district de la sous-préfecture de Hidaka au Japon.
Au 31 mars 2015, la population de ce district s'élevait à 13 160 habitants répartis sur une superficie de 694,26 km2.

## Bourg
- Urakawa